# Dunbaria truncata
Dunbaria truncata är en ärtväxtart som först beskrevs av Friedrich Anton Wilhelm Miquel, och fick sitt nu gällande namn av Laurentius Josephus Gerardus Jos van der Maesen. Dunbaria truncata ingår i släktet Dunbaria och familjen ärtväxter. Inga underarter finns listade i Catalogue of Life.